# Вбивці квіткової повні. Таємниця індіанських убивств та народження ФБР
Вбивці квіткової повні. Убивства індіанців племені Оседж та народження ФБР (англ. Killers of the Flower Moon: The Osage Murders and the Birth of the FBI) — книга 2017 року американського журналіста Девіда Ґренна про убивства индіанців-оседжів (Оклахома).